# El món d'ahir (pel·lícula)
El món d'ahir (originalment en francès, Le Monde d'hier) és una pel·lícula dramàtica francesa del 2022 coescrita i dirigida per Diastème. El 22 d'abril de 2022 es va estrenar el doblatge en català als cinemes.

## Sinopsi
Tres dies abans de la primera volta de les eleccions presidencials, la presidenta de la República Élisabeth de Raincy (Léa Drucker), vol posar fi a la carrera política. El secretari general de la presidència, Franck L'Herbier, li comenta que un escàndol que té lloc a l'estranger corre el risc de provocar el descrèdit social, i que François Willem, el candidat de l'extrema dreta, podria guanyar.

## Repartiment
- Léa Drucker: Elisabeth de Raincy, presidenta de la República
- Denis Podalydès: Franck L'Herbier, secretari general de la Presidència
- Alban Lenoir: Patrick Hérouais
- Benjamin Biolay: Didier Jansen, primer ministre
- Jacques Weber: Luc Gaucher, el candidat republicà
- Thierry Godard: François Willem, diputat d'U2N, candidat d'extrema dreta
- Emma de Caunes: Lucie
- Jeanne Rosa: Clémence
- Frédéric Andrau: Dmitri

## Producció

### Desenvolupament i rodatge

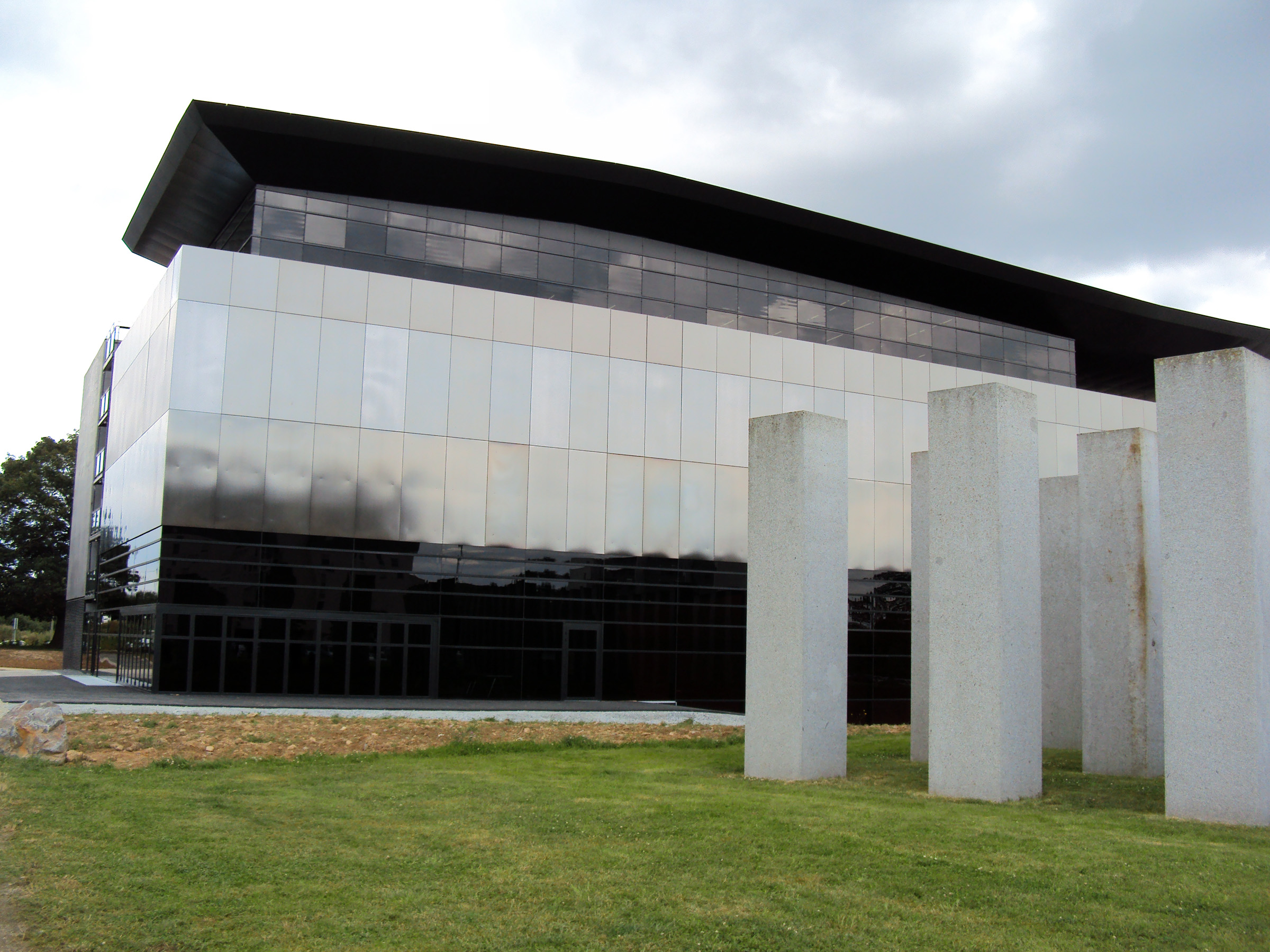
El Fons Regional d'Art Contemporani de la Bretanya, transformat en comissaria a la pel·lícula.

El gener de 2021 es va anunciar la producció de la pel·lícula Diastème, que buscava figurants a Rennes. Produïda per Fin Août Productions, ja se n'havien escollit els papers principals: Léa Drucker, Alban Lenoir, Denis Podalydès i Benjamin Biolay.
El rodatge va tenir lloc a Rennes, entre el 28 de gener i el 12 de febrer de 2021, el restaurant Le Bèje va servir d'escenari per a la pel·lícula i el Fons Regional d'Art Contemporani, de comissaria. També es van rodar escenes a Yvelines, algunes al castell de Rambouillet i a l'Ajuntament de Rennes per simular sales interiors del Palau de l'Elisi.

### Banda sonora
La música de la pel·lícula està composta per Valentine Duteil, la banda sonora de la qual es va estrenar el 30 de març de 2022 per Fin Aout Productions:
Llista de pistes
1. Prélude (1:30)
2. Sarabande (2:49)
3. Andante (2:07)
4. Largo (2:10)
5. Largo 2 (1:07)
6. Largo 3 (1:02)
7. Allegro (1:31)
8. Nocturne 1 (2:29)
9. Nocturne 2 (2:57)
10. Nocturne 3 (2:00)
11. Final (2:57)
12. Sarabande 2 (2:07)

## Rebuda

### Crítica
A França, el lloc Allociné enumera una mitjana de ressenyes de premsa de 3,3 sobre 5.